# Atiba Hutchinson
Atiba Hutchinson (ur. 8 lutego 1983 w Brampton) – kanadyjski piłkarz pochodzenia trynidadzkiego, grający na pozycji środkowego lub defensywnego pomocnika.

## Kariera klubowa
Hutchinson urodził się w stanie Ontario. Jego rodzice pochodzą z Trynidadu i Tobago. Karierę piłkarską rozpoczął w klubie York Region Shooters. W 2002 roku grał w jego barwach w rozgrywkach Canadian Professional Soccer League. W tym samym roku przeszedł do Toronto Lynx i występował przez pół roku w amerykańskiej USL First Division.
W 2003 roku Hutchinson wyjechał do Szwecji i został zawodnikiem klubu Östers IF z miasta Växjö. 8 kwietnia 2003 zadebiutował w pierwszej lidze szwedzkiej w przegranym 0:4 domowym spotkaniu z Djurgårdens IF, jednak na koniec sezonu 2003 zespół spadł do drugiej ligi.
Po spadku Östers Hutchinson został zawodnikiem Helsingborgs IF. Swoje pierwsze spotkanie w Helsingborgu rozegrał 3 kwietnia 2004 przeciwko Landskronie BoIS (1:1). W Helsingborgu grał przez dwa lata i w tym okresie rozegrał 49 spotkań i zdobył 6 goli w lidze szwedzkiej.
W 2006 roku Hutchinson odszedł z Helsingborga do duńskiego FC København, a w lidze duńskiej zadebiutował 12 marca 2006 w meczu z Brøndby IF (0:3). W FC København stał się podstawowym zawodnikiem i w 2006 roku wywalczył mistrzostwo Danii, a także wygrał Royal League. W 2007 roku obronił ze swoim klubem tytuł mistrzowski. Z kolei w 2009 roku zdobył z FC København dublet - mistrzostwo oraz Puchar Danii.
Od sezonu 2010 Hutchinson stał się graczem drużyny PSV Eindhoven. W sezonie 2011/2012 zdobył z nim Puchar Holandii.
W 2013 roku przeszedł do Beşiktaşu JK. W klubie rozegrał 10 sezonów. Dwukrotnie zdobył Süper Lig.
1 lipca 2023 oficjalnie zakończył karierę piłkarską, w wieku 40 lat.
| Sezon   | Klub                 | Kraj     | Rozgrywki          | Mecze | Bramki |
| ------- | -------------------- | -------- | ------------------ | ----- | ------ |
| 2002    | York Region Shooters | Kanada   | CSL                | ?     | ?      |
| 2002    | Toronto Lynx         | Kanada   | USL First Division | 4     | 0      |
| 2003    | Östers IF            | Szwecja  | Allsvenskan        | 24    | 6      |
| 2004    | Helsingborgs IF      | Szwecja  | Allsvenskan        | 24    | 0      |
| 2005    | Helsingborgs IF      | Szwecja  | Allsvenskan        | 25    | 6      |
| 2005/06 | FC København         | Dania    | Superligaen        | 13    | 1      |
| 2006/07 | FC København         | Dania    | Superligaen        | 32    | 4      |
| 2007/08 | FC København         | Dania    | Superligaen        | 31    | 8      |
| 2008/09 | FC København         | Dania    | Superligaen        | 33    | 6      |
| 2009/10 | FC København         | Dania    | Superligaen        | 30    | 0      |
| 2010/11 | PSV Eindhoven        | Holandia | Eredivisie         | 33    | 2      |
| 2011/12 | PSV Eindhoven        | Holandia | Eredivisie         | 14    | 0      |
| 2012/13 | PSV Eindhoven        | Holandia | Eredivisie         | 32    | 2      |
| 2013/14 | Beşiktaş JK          | Turcja   | Süper Lig          | 29    | 1      |
| 2014/15 | Beşiktaş JK          | Turcja   | Süper Lig          | 30    | 2      |
| 2015/16 | Beşiktaş JK          | Turcja   | Süper Lig          | 34    | 2      |
| 2016/17 | Beşiktaş JK          | Turcja   | Süper Lig          | 28    | 1      |
| 2017/18 | Beşiktaş JK          | Turcja   | Süper Lig          | 25    | 2      |
| 2018/19 | Beşiktaş JK          | Turcja   | Süper Lig          | 27    | 4      |
| 2019/20 | Beşiktaş JK          | Turcja   | Süper Lig          | 30    | 6      |
| 2020/21 | Beşiktaş JK          | Turcja   | Süper Lig          | 36    | 4      |
| 2021/22 | Beşiktaş JK          | Turcja   | Süper Lig          | 25    | 1      |
| 2022/23 | Beşiktaş JK          | Turcja   | Süper Lig          | 5     | 1      |

## Kariera reprezentacyjna
Hutchinson występował w młodzieżowych reprezentacjach Kanady na różnych szczeblach wiekowych. W 2001 roku wystąpił z Kanadą U-20 na Mistrzostwach Świata 2001, a w 2003 roku na Mistrzostwach Świata 2003.
W dorosłej reprezentacji Kanady Hutchinson zadebiutował 18 stycznia 2003 roku w przegranym 0:4 towarzyskim meczu ze Stanami Zjednoczonymi. Z Kanadą wystąpił w Złotym Pucharze CONCACAF 2005 oraz w Złotym Pucharze CONCACAF 2007. W 2006 roku został wybrany Piłkarzem Roku w Kanadzie.
Zakończył karierę reprezentacyjną w czerwcu 2023, po rozegraniu 104 spotkań w narodowych barwach.

## Sukcesy

### Reprezentacja Kanady
- Piłkarz Roku: 2006, 2010, 2012, 2014, 2015, 2016

### FC Kopenhaga
- Zdobywca Mistrzostwa Danii Superligaen: 05/06, 06/07, 08/09, 09/10
- Zdobywca Pucharu Danii: 08/09
- Zawodnik Roku: 09/10

### PSV Eindhoven
- Zdobywca Superpucharu Holandii: 2013

### Beşiktaş JK
- Zdobywca Mistrzostwa Turcji: 15/16, 16/17, 20/21
- Zdobywca Pucharu Turcji: 20/21
- Zdobywca Superpucharu Turcji: 21/22